# Ceriops australis
Ceriops australis là một loài thực vật có hoa trong họ Rhizophoraceae. Loài này được (C.T.White) Ballment, T.J.Sm. & J.A.Stoddart mô tả khoa học đầu tiên năm 1988.